# Aborto em Andorra
Em Andorra, o aborto é proibido na maioria das situações. O código penal em vigor no país data de 1990 e proíbe a interrupção da gravidez em todos os casos, não apresentando exceções explícitas. As penas para tais crimes estão previstas no primeiro capítulo do terceiro título, referindo-se a "infrações contra a vida de pessoas". O procedimento, porém, na prática, pode ser realizado para salvar a vida da grávida. Com o consentimento da gestante, a pena para o aborto ilegal pode chegar, para a mulher, a dois anos e meio de prisão e de quatro anos a seu performador, aumentando para seis anos se esse é médico ou outro profissional de saúde ou realiza o aborto com fins lucrativos. Quando o aborto é feito forçadamente, a pena chega a dez anos de prisão, indo a doze se o procedimento resultar na morte da mulher. Em 1995, registrou-se 99 casos de aborto ilegal, incluindo auto-induzido.